# 声優三姉妹 チームY
声優三姉妹【チームY】（せいゆうさんしまい チームワイ）は、響に所属する声優の佐々木未来・愛美・伊藤彩沙によるYouTubeチャンネル。

## 概要
チームYとは、声優事務所響に所属する佐々木未来、愛美、伊藤彩沙によるユニット及びYouTubeチャンネルを指す。
3人が所属していた探偵オペラミルキィホームズの声優ユニット「ミルキィホームズシスターズ」での企画内で3人ずつに分かれた際くじを引いても二回同じ組み合わせになったこと、対する橘田いずみ、三森すずこ、徳井青空の3人と比べ相対的に若かったことから、「チームA（アダルト）」、「チームY（ヤング）」と名付けたのが始まり。チーム名こそは継承しているものの当チャンネルとミルキィホームズとの直接的な関係はない。
2020年4月にUUUMのサポートを受け、YouTubeへの投稿を開始。メイク企画や料理、ゲーム実況などの動画を数多く投稿しており、料理をすると大抵大食いになる。また、ダイエット企画に挑戦することもある。
2022年9月末を持ってUUUMが制作・配信協力から離脱。編集などを自らで行う為、週3投稿から不定期更新に変更された。

## 来歴
- 2020年
  - 4月4日 - TwitterでYouTubeを始めることを発表し、「声優三姉妹【チームY】」というチャンネル名で4月10日に動画投稿を開始した。YouTube上でのチャンネル開設日は2020年3月29日である。
  - 6月25日 - チャンネル登録者数5万人を達成[3]。
  - 7月28日 - 同日配信の動画で、部屋（通称『Yのおうち』）を借り共同生活を開始したことを発表した[4]。それまではUUUMのスタジオでの撮影だったが、以降併用されている。なお実際はそれぞれに自宅があり、普段は住んでいない。
  - 12月26日 - 同日19:00頃にチャンネル登録者が10万人を突破した。
- 2021年
  - 3月 - 「毎日投稿」キャンペーンを31日間実施する。
  - 8月25日～29日 - 漫画「てっぺんっ!!!」とのコラボストア「チームY POP UP STORE with てっぺんっ!!!」を渋谷マルイにて開催した。[5]
  - 12月10日　- 愛美の妹、千春が紹介される。
- 2022年
  - 1月6日 - チームYが原案協力を務める漫画「てっぺんっ!!!」がアニメ化決定、同日にYoutubeチャンネルのメンバーシップの告知もされた。
  - 3月1日～4月30日 - 愛美が持病治療の為、一部活動制限へ。同日からは新規の動画撮影は行わず、2月末までに溜め撮りを行い動画投稿を継続した。
  - 6月 - 「Yのおうち」の引越しを行った。引越し理由として各々の仕事場への利便性を考えてとのこと。
  - 7月2日〜9月24日 - テレビアニメ「てっぺんっ!!!!!!!!!!!!!!!」本放送。
  - 9月16日 - チームY初のファンミ、「TeamY FAN♡MEETING～ファンミやってみた!!!～」を発表。
  - 9月30日 - 同日をもってUUUMが離脱。
  - 10月30日 - 「TeamY FAN♡MEETING～ファンミやってみた!!!～」を日テレらんらんホールにて開催。メンバーシップの開始が告知された。
  - 11月1日 - メンバーシップが開始。ハッピーヤングマンとスーパーヤングマンの2種があり、後者の方には限定動画が付いてくる。
- 2023年
  - 6月10日 - トレーディングカード Voice Actor Card Collection EX VOL.06 チームY『わいコレ！〜チームYがトレカになってみた〜』が発売された。

## メンバー
🟨佐々木未来
愛称はみころん、みこーい。「おかん」と呼ばれることもある。イメージカラーはイエロー。動画内のアイコンは食パン🍞。
長女。みんなのママ。「趣味は飲酒」と公言しており、それが高じて唎酒師の資格を持っている。また、企画の本筋とは特に関係のないところでも度々飲んでいる。乾杯の音頭を取る際には『話の長い宴会部長』になり酒を片手に長々話しているのを愛美や伊藤に促され乾杯するというお決まりの流れがあるが、部長がすぐに飲みたいときにはお話がなくなる。
ヘアアレンジが得意で、コーディネート対決をした際には短時間で着替えと共に毎回髪型を変えていた。高所恐怖症のため空中系の企画はNG。
料理の腕前は3人の中で一番と言われている。伊藤の誕生日企画でも伊藤の母から「裏ルート」でレシピを入手し、伊藤家のローストビーフを再現。これによって伊藤本人からも「東京の母」に認定された。
ゲームのうまい弟がおり、佐々木自身も二人に比べかなり強いためゲーム企画では理不尽なハンデを課されがち。弟は「おとピー」、母は「おかピー」の愛称で度々話題になる。
🟦愛美
愛称はあいみん。イメージカラーはブルー。動画内のアイコンは大盛りご飯🍚。
次女。闇がすごい。ホラーに耐性があり、ホラーゲームを全く怖がらない。度々衣類を大量に購入し、着なくなった服を千春に譲っている。大乱闘スマッシュブラザーズSPECIALをする際には隠しキャラクター出しもしていた。牛丼屋は松屋派。大量のコスメを持ち歩いており鞄が重いが、メイクポーチ交換企画では丸ごと忘れて当日買いに走ったこともある。
夜型であり、朝が苦手（通称「青い布団」）。そのことを動画内でも度々ネタにされることがあるほか、これを逆手に取り佐々木・伊藤によって起こされる企画も複数回行われている。
「YouTubeの収益で実家を新しくしたい」という親孝行な一面も。同じく関西出身の伊藤がいるためか他媒体よりも方言がよく出ている。
🟥伊藤彩沙
愛称はあやさちゃん。イメージカラーはレッド。動画内のアイコンはショートケーキ🍰。
三女。赤ちゃん。甘いものが大好きで、ダイエット企画で甘味を禁止された際には「パンケーキは小麦粉、生クリームは乳製品」とグレーな抜け道を編み出した。
普段あまり自炊をしない伊藤の料理企画では、佐々木がアシスタントとしてフォローに入っている。料理上手で気の回る佐々木によく「結婚（したい）！」と結婚ボタンを押している。
計量がアバウトでバターを多めに使いだしたことをきっかけに徐々に料理企画でのバターの使用量が増え、ついには200gのバターを丸ごと一本使う企画を複数生み出した。2021年9月現在、バターを三本使用したバターフォンデュなどがある。
愛美と同じくコスメが好きで佐藤日向に貰ったあかちゃんまんの巾着型ポーチを愛用しているが、巾着の口が閉まらないほど詰め込んでいる。
この他、レギュラーメンバー3人と親交が深い女性声優がゲストとして登場することもあり、特に登場回数が多い千春（愛美の実妹）、相羽あいな、生田輝が準レギュラーとして位置づけられている。

## 出演

### 雑誌
- 声優グランプリplus femme Vol.3（2020年 株式会社主婦の友社）[9][10]

### Webメディア
- 佐々木未来＆伊藤彩沙＆愛美の声優三姉妹【チームY】に聞く“自然体なYouTube活動”の裏側（2021年 リアル サウンド テック）[11][注 2]